# 明輝環球海事
明輝環球海事有限公司，簡稱明輝環球海事（英語：BH GLOBAL MARINE LIMITED，SGX：B32、臺證所：911608）是一家新加坡物流公司。

## 历史
1960年由已故林曰財（林瀚鴻（主席），以及林翔寬（首席執行官）親人）創立。
現時業務在全球为船运业供应多种海事电器产品。包括制造、供应链管理，以及工程服务。總部位於8 Penjuru Lane, Singapore 609189。而股份在2005年9月12日於新加坡交易所主板上市，以及在2010年10月20日於臺灣證券交易所以臺灣存託憑證上市。新加坡則以招股價為0.2新加坡元，發行股份為70,000,000股，集資額為14,000,000新加坡元。臺灣方面則以17元新臺幣，配售股份為3000萬股，集資額為5.1億元新臺幣。

## 連結
- BHGlobal.com.sg （页面存档备份，存于）